# 최안나 (프로게이머)
최안나(1987년 10월 15일 ~ )는 대한민국의 스타크래프트 프로게이머이다.

## 경력

### 여성부 대회
- 2005년 레이디스 MSL 8강 (승자조 vs 이종미 1:2 패, 패자조 vs 이은경 1:2 패)
- 2005년 스카이라이프배 game TV 스타리그 여성부 8강 (패자조 4강 2차 vs 김영미 패)
- 2006년 스카이라이프배 game TV 레이디스 스타 챔피언십 4위 (FINAL 4 풀리그 최종 성적 3승 6패)

## 기타
- 2005년 레이디스 MSL 대회 당시 KOR 소속으로 출전하였으며, 2005년 10월 대구에서 열린 KOR 초청경기에서 같은 팀 이종미와 대전하였다는 기사가 있고,[2] 온게임넷 스파키즈 창단 이후 2006년 10월 시점에서도 온게임넷 스파키즈 소속 선수로 소개되어있는 기사가 있는 것으로 보아[3] 2005년부터 2006년까지는 온게임넷 스파키즈 소속이었던 것으로 확인된다.